# Kristijan Fris
Kristijan Fris (cyr. Кристијан Фрис; 21 kwietnia 1984) – serbski zapaśnik walczący w stylu klasycznym. Dwukrotny olimpijczyk. Siódmy w Pekinie 2008 w wadze 55 kg i trzynasty w Rio de Janeiro 2016 w kategorii 59 kg. 
Brązowy medalista mistrzostw świata w 2007. Mistrz Europy z 2017. Trzynasty na igrzyskach europejskich w 2015. Trzeci w indywidualnym Pucharze Świata w 2020. Złoty medalista igrzysk śródziemnomorskich w 2005 i 2009, a brązowy w 2013. Mistrz śródziemnomorski w 2014 i trzeci w 2010, a także mistrz Europy juniorów w 2004 roku.
- Turniej w Pekinie 2008

Pokonał z Uzbeka Eldora Hafizova i Jurija Kowala z Ukrainy, a przegrał z Hamidem Surijanem z Iranu i Rosjaninem Nazirem Mankijewem.